# Quỹ đầu tư quốc gia
Quỹ đầu tư quốc gia là khái niệm dịch từ cụm từ tiếng Anh sovereign wealth funds (SWF). Kể từ sau cuộc khủng hoảng tài chính, hoạt động đầu tư của các SWF bắt đầu bị dòm ngó. Lợi dụng những khó khăn tài chính của các công ty trước khủng hoảng, các SWF gia tăng việc mua lại tài sản nước ngoài, khiến nhiều người lo ngại các chính phủ sẽ dùng SWF như những cánh tay nối dài để thâm nhập nền kinh tế nước ngoài, trong khi một số lại tin rằng SWF chính là các cứu tinh.

## Nổi lên từ vô danh
Khi cụm từ SWF (sovereign wealth funds) được nhà báo Andrew Rozanov dùng đầu tiên vào năm 2005, tổng tài sản do các SWF quản lý chỉ đạt 1.500 tỷ USD. Giới chuyên môn lúc đó hầu như không để ý đến các hoạt động của SWF, vì các quỹ này chỉ đầu tư chủ yếu vào trái phiếu chính phủ hoặc doanh nghiệp, nếu đầu tư vào cổ phiếu cũng chỉ để "lướt sóng" kiếm lời chứ không can thiệp vào chuyện điều hành công ty.
Tuy nhiên trong thời kỳ hanh thông của kinh tế toàn cầu trước khi xảy ra cuộc khủng hoảng tín dụng, nguồn thu dồi dào từ thặng dư mậu dịch ở các nước châu Á hoặc từ dầu mỏ của các nước Trung Đông đã giúp các chính phủ đạt những khoản dự trữ khổng lồ. Theo Quỹ Tiền tệ quốc tế (IMF), tính đến năm 2007 dự trữ vượt mức (excess reserves - dự trữ vượt mức cần thiết) của các nước đang nổi và các nước xuất khẩu dầu mỏ đạt trên 3.000 tỷ USD. Trong đó, nước có dự trữ vượt mức cao nhất là Trung Quốc với 1.306 tỷ USD.
Với khoản dự trữ dư thừa này, các chính phủ bắt đầu mạnh tay hơn trong hoạt động đầu tư, khiến tổng tài sản của các SWF tăng vọt 100%, từ 1.500 tỷ USD năm 2005 lên 3.000 tỷ USD vào năm 2007. Đồng thời, các SWF cũng được phép thay đổi chiến lược đầu tư từ trái phiếu sang cổ phần tại những công ty then chốt của nước ngoài. Chính sự thay đổi chiến lược đầu tư của SWF đã khiến chúng bị rơi vào tầm ngắm của giới quan sát quốc tế, đặc biệt sau khi việc mua lại Công ty Viễn thông Shin Corp (Thái Lan) của Tập đoàn Temasek Holding (SWF Singapore) khiến làn sóng chống đối Thủ tướng Thaksin Shinawatra bùng nổ, dẫn đến việc đảo chính tại Thái Lan vào năm 2006.

## Lo ngại
Sự nổi lên nhanh chóng của các SWF đang khiến thế giới cảm thấy e ngại. Những lo ngại liên quan đến SWF bao gồm 2 vấn đề: Thứ nhất, tài sản do SWF rất lớn. Và khi một lượng tài sản lớn nằm trong tay bất kỳ ai đều đáng lo ngại, dù đó là cá nhân, ngân hàng hay một chính phủ. Thứ hai, SWF là công cụ đầu tư của một chính phủ, trong khi mối quan tâm của bất kỳ chính phủ nào không chỉ lợi nhuận mà còn ẩn chứa những quyền lợi chiến lược khác. SWF bị nhiều người cho là những công cụ mà nước ngoài có thể dùng để chiếm hữu những tài sản thương mại nhạy cảm, những thông tin kỹ thuật và đe dọa an ninh kinh tế của quốc gia họ đầu tư.Chẳng hạn, SWF của Trung Quốc có thể đầu tư vào một công ty then chốt ở nước ngoài, sau đó dùng ảnh hưởng của họ để làm giảm hoạt động cạnh tranh trực tiếp với những nhà sản xuất Trung Quốc, hoặc có thể thúc đẩy những hoạt động cạnh tranh gay gắt hơn với các công ty đối thủ ở nước khác.
Hoạt động mang tính "bành trướng" của SWF còn khiến người ta lo ngại nước ngoài sẽ nắm hết những nguồn tài nguyên trong nước thông qua việc thôn tính hoặc đấu thầu. Những lo ngại này được cảm thấy trước nỗ lực mua lại các cảng biển Hoa Kỳ của Dubai Ports World năm 2006 và nỗ lực mở rộng mạnh mẽ của Gazprom (Nga), dù trong thực tế đó là 2 công ty, không phải SWF. Hay như thương vụ mua lại Tập đoàn khai khoáng Rio Tinto ở Australia năm 2009 của nhà sản xuất nhôm Trung Quốc Chinalco. Thương vụ đã vấp phải một làn sóng phản đối mạnh mẽ của người Australia, từ dân thường đến các nhà chính trị và cơ quan truyền thông, thông qua chiến dịch "Giữ nước Australia của người Australia". Có thể chiến dịch này đã góp phần làm Rio Tinto và giới chức trách Australia "nói không" với Chinalco sau đó.

## Cần có "quy ước hành xử"
Trong bối cảnh nhiều công ty có thể bị phá sản nếu không "xoay" được nguồn tài chính mới, sự giàu có của các SWF luôn khiến nhiều người thèm muốn. Một số người không ngần ngại gán cho các SWF mỹ danh "cứu tinh". Chẳng hạn, phát biểu trên tờ New York Times số ra ngày 21-8-2007, Bộ trưởng Bộ Tài chính Hoa Kỳ lúc đó là ông Henry M.Pausol đã khẳng định: "Tôi không thích gì hơn việc có thể kiếm thêm tiền từ các quỹ đó".
Nhưng việc xem các SWF như những cứu tinh của hệ thống tài chính phương Tây đang được phóng đại bởi hoạt động đầu tư của SWF vào các định chế tài chính phương Tây ngày càng ít đi, đặc biệt trong cuộc khủng hoảng năm 2008-2009. Giai đoạn này, cùng với các nhà đầu tư toàn cầu, SWF chứng kiến sự tụt giảm 20-30% giá trị thị trường trong các khoản đầu tư. Và thực tế cũng chứng minh trong giai đoạn 2007-2009, các SWF hầu như không đóng vai trò gì trong việc cứu thế giới thoát khỏi khủng hoảng tài chính.
Dù vậy, sự phát triển mạnh mẽ và nhanh chóng của các SWF trong năm 2010 vẫn là đề tài gây tranh cãi ở Bắc Mỹ và châu Âu. Thậm chí có những đề xuất cần có những quy định riêng cho các hoạt động đầu tư của SWF. Chẳng hạn Hoa Kỳ thúc đẩy IMF và Ngân hàng thế giới (WB) đưa ra một "quy ước hành xử" cho các SWF, trong đó có việc bắt buộc các quỹ này phải công bố phương thức đầu tư và cam kết không can thiệp vào chính trị của nước họ đầu tư.

## Thay đổi chiến lược
Cùng với những thay đổi trong sự vận hành kinh tế thế giới cũng như trong nhận thức của các nhà hoạch định chính sách và giới quan sát, các SWF cũng buộc phải thay đổi chiến lược đầu tư để thích ứng.

### Tập trung thị trường mới nổi
Theo một nghiên cứu mới công bố hồi tháng 1-2011 của Công ty Tư vấn State Street Global Advisors (SSgA), các SWF hàng đầu thế giới đang bị buộc phải xem xét lại chiến lược đầu tư và cách quản lý rủi ro để ứng phó với thời hậu khủng hoảng kinh tế. Theo đó, một số SWF đã tiến hành những thay đổi quan trọng như chuyển từ các chiến lược quản lý đầu tư chủ động sang thụ động, tập trung hơn vào thị trường nợ của các nước đang nổi trong bối cảnh lợi nhuận từ các loại tài sản truyền thống đi xuống. Các SWF cũng chú trọng hơn đến các loại tài sản khác như đất đai và hạ tầng để đa dạng hóa danh sách vốn đầu tư.
"Những nhà quản lý tài sản chính thức như các ngân hàng trung ương, chính phủ và các SWF đều không thể miễn nhiễm trước những khó khăn của thị trường. Nhiều người đã phải xem xét kỹ lưỡng hơn hoạt động của các quỹ do họ quản lý" - John Nugée, Giám đốc cao cấp của SsgA, nói.
Theo một phúc trình mới đây của Quỹ Tiền tệ quốc tế (IMF), một số SWF đã nhanh chóng thay đổi chiến lược đầu tư, như Quỹ Alaska Permanent Fund và National Pension Reserve Fund (Ireland) giảm đầu tư để tăng dự trữ tiền mặt. Trong khi các quỹ ở Na Uy hoặc Australia lại chấp nhận thêm rủi ro khi tăng cường đầu tư chứng khoán. "Đối với Na Uy, sự gia tăng đầu tư vốn giúp họ thu lợi lớn từ việc lên giá lại của các tài sản nhiều rủi ro kể từ năm 2009" - IMF viết. Một số quỹ khác thì gia tăng đầu tư theo địa chính vùng, miền. Chẳng hạn Temasek Holdings (Singapore) có kế hoạch chú trọng hơn các thị trường đang nổi ở châu Á, Brazil và Nga, trong khi giảm đầu tư vào các nước thuộc OECD (nhóm các nước công nghiệp phát triển).

### Liên kết và địa phương hóa
Ngày càng có nhiều SWF liên kết hoạt động theo chiến lược chung nhằm làm giảm rủi ro và tối đa hóa lợi nhuận. Cho đến nay, hầu hết mối liên kết này đều tận dụng lợi thế từ sự am hiểu về địa phương. Đó có lẽ là một chiến lược đúng đắn. Một nghiên cứu của các nhà kinh tế Hoa Kỳ mang lại kết luận rằng những hoạt động đầu tư tại địa phương, đặc biệt trong phạm vi 100 km từ trụ sở chính, có thể làm tăng thêm lợi nhuận hơn 1% vì am tường thông tin.
Dẫn đầu chiến lược địa phương hóa trong số các SWF có lẽ là Quỹ Mubadala của Abu Dhabi. Quỹ này đã liên kết với Quỹ Malaysia Development Berhad (MDB) để thành lập một quỹ có quy mô 1 tỷ USD đầu tư ở Malaysia trong lĩnh vực năng lượng, bất động sản và dịch vụ. Mubadala cũng liên kết với Quỹ FSI của Pháp (mỗi bên bỏ ra 10 triệu EUR) để cùng đầu tư vào lĩnh vực công nghệ sinh học tại Pháp. "Hầu hết hoạt động kinh doanh mạo hiểm dường như đều dựa vào sự am hiểu về địa phương và chạy theo lợi nhuận. Việc liên kết với một quỹ ở địa phương còn mang lại lợi ích cho các SWF trong việc giúp giảm bớt tâm lý "bài ngoại" của người dân tại nước đó" - nhận xét của Cynthia Sweeney Barners, phụ trách các hoạt động quốc gia và xuyên quốc gia của Quỹ Quản lý tài sản toàn cầu (HSBC Global Asset Management) trực thuộc Tập đoàn HSBC.
Các chuyên gia dự báo sẽ còn nhiều quỹ hợp tác với nhau. Ấn Độ và Oman đã thành lập quỹ đầu tư chung với số vốn khởi điểm 100 triệu USD, nhưng dự báo con số này có thể lên đến 1,5 tỷ USD. Hoặc Korea Investment Corp (Hàn Quốc) ký thỏa thuận hợp tác với Khazanah Nasional Berhad của Malaysia và QIC của Australia. Các quỹ SWF từ Trung Quốc, Singapore và Kuwait cũng chung sức với Blackrock trong thương vụ mua lại Barclays Global Investors.

### Tăng cường minh bạch
Một trong những điều khiến SWF bị e ngại tại hầu hết các nước trên thế giới là sự "bí hiểm" của chúng. Quan trọng hơn, thường những SWF ít minh bạch nhất lại là những quỹ có tài sản lớn nhất. Trong thực tế, 7 SWF ít minh bạch nhất đang chiếm gần 50% tổng tài sản của toàn bộ các SWF trên thế giới. Đó là lý do vì sao Hoa Kỳ từng thúc ép IMF và Ngân hàng Thế giới (WB) đưa ra "Quy ước hành xử" đối với các SWF, trong đó có việc buộc các SWF phải công bố phương thức đầu tư.
Theo một nghiên cứu của Ngân hàng Trung ương châu Âu (ECB), trong giai đoạn 2007-2009, thế giới đã chứng kiến những cải thiện đáng kể về độ minh bạch của các SWF. Theo đó, các quỹ dẫn đầu về cải thiện tính minh bạch là GIC của Singapore, Mubadala của Abu Dhabi, HSF của Trinidad and Tobago, CIC của Trung Quốc và Korean Investment Corporation của Hàn Quốc.
Tháng 8-2008, các nhà lãnh đạo SWF trên thế giới cũng đã thông qua những nguyên tắc hành xử chung cho các SWF, gọi là "Nguyên tắc Santiago" do được đề xuất tại Santiago (Chile). Theo những nguyên tắc này, các SWF được yêu cầu phải minh bạch hơn về chính sách cũng như danh mục đầu tư. Trên cơ sở các nguyên tắc Santiago, tháng 4-2009, các nhà lãnh đạo SWF nhất trí cùng thành lập Diễn đàn SWF quốc tế (IFSWF), gồm 23 nước thành viên cam kết tuân theo những nguyên tắc Santiago. Tuy nhiên, vẫn còn một số nền kinh tế có các SWF với tổng tài sản trên 25 tỷ USD chưa chịu tham gia IFSWF như Hồng Kông, Malaysia, Algeria, Brunei và Kazakhstan.

## Các Quỹ đầu tư quốc gia lớn trên thế giới
| Nước/nền kinh tế                         | Viết tắt | Quỹ                                               | Tài sản (tỷ USD) | Ra đời | Lĩnh vực            |
| ---------------------------------------- | -------- | ------------------------------------------------- | ---------------- | ------ | ------------------- |
| Các Tiểu Vương quốc Arab Abu Dhabi       | ADIA     | Abu Dhabi Investment Authority                    | 627              | 1976   | Dầu mỏ              |
| Na Uy                                    | GPF      | Government Pension Fund - Global                  | 556,8            | 1990   | Dầu mỏ              |
| Ả Rập Saudi                              | SAMA     | SAMA Foreign Holdings                             | 439,1            | n/a    | Dầu mỏ              |
| Trung Quốc                               | SAFE     | SAFE Investment Company                           | 347,1**          | 1997   | Phi hàng hóa        |
| Trung Quốc                               | CIC      | China Investment Corporation                      | 332,4            | 2007   | Phi hàng hóa        |
| Trung Quốc · Hồng Kông                   | HKMA     | Hong Kong Monetary Authority Investment Portfolio | 292,3            | 1993   | Phi hàng hóa        |
| Singapore                                | GIC      | Government of Singapore Investment Corporation    | 247,5            | 1981   | Phi hàng hóa        |
| Kuwait                                   | KIA      | Kuwait Investment Authority                       | 202,8            | 1953   | Dầu mỏ              |
| Canada Québec                            | CDPQ     | Caisse de dépôt et placement du Québec            | 151,7            | 1965   | Phi hàng hóa        |
| Trung Quốc                               | NSSF     | National Social Security Fund                     | 146,5            | 2000   | Phi hàng hóa        |
| Singapore                                | TH       | Temasek Holdings                                  | 145,3            | 1974   | Phi hàng hóa        |
| Nga                                      | RNWF     | National Welfare Fund                             | 142,5*           | 2008   | Dầu mỏ              |
| Qatar                                    | QIA      | Qatar Investment Authority                        | 85               | 2003   | Dầu mỏ              |
| Australia                                | AFF      | Future Fund                                       | 72,9             | 2004   | Phi hàng hóa        |
| Libya                                    | LIA      | Libyan Investment Authority                       | 70               | 2006   | Dầu mỏ              |
| Algeria                                  | RRF      | Revenue Regulation Fund                           | 56,7             | 2000   | Dầu mỏ              |
| Các Tiểu Vương quốc Arab Abu Dhabi       | IPIC     | International Petroleum Investment Company        | 48,2             | 1984   | Dầu mỏ              |
| Mỹ Alaska                                | APF      | Alaska Permanent Fund                             | 39,7             | 1976   | Dầu mỏ              |
| Kazakhstan                               | KNF      | Kazakhstan National Fund                          | 38,6             | 2000   | Dầu mỏ              |
| Hàn Quốc                                 | KIC      | Korea Investment Corporation                      | 37               | 2005   | Phi hàng hóa        |
| Malaysia                                 | KN       | Khazanah Nasional                                 | 36,8             | 1993   | Phi hàng hóa        |
| Ireland                                  | NPRF     | National Pensions Reserve Fund                    | 33               | 2001   | Phi hàng hóa        |
| Brunei                                   | BIA      | Brunei Investment Agency                          | 30               | 1983   | Dầu mỏ              |
| France                                   | SIF      | Strategic Investment Fund                         | 28               | 2008   | Phi hàng hóa        |
| Iran                                     | OSF      | Dầu mỏ Stabilisation Fund                         | 23               | 1999   | Dầu mỏ              |
| Chile                                    | SESF     | Social and Economic Stabilization Fund            | 21,8             | 1985   | Copper              |
| Azerbaijan                               | SOF      | State Dầu mỏ Fund                                 | 21,7             | 1999   | Dầu mỏ              |
| Các Tiểu Vương quốc Arab Dubai           | ICD      | Investment Corporation of Dubai                   | 19,6             | 2006   | Dầu mỏ              |
| Canada Alberta                           | AHF      | Alberta's Heritage Fund                           | 14,4             | 1976   | Dầu mỏ              |
| Mỹ New Mexico                            | NMSIOT   | New Mexico State Investment Office Trust          | 13,8             | 1958   | Phi hàng hóa        |
| Các Tiểu vương quốc Arab Abu Dhabi       | MDC      | Mubadala Development Company                      | 13,3             | 2002   | Dầu mỏ              |
| New Zealand                              | NZSF     | New Zealand Superannuation Fund                   | 12,1             | 2003   | Phi hàng hóa        |
| Bahrain                                  | MHC      | Mumtalakat Holding Company                        | 9,1              | 2006   | Dầu mỏ              |
| Brazil                                   | SFB      | Sovereign Fund of Brazil                          | 8,6              | 2009   | Phi hàng hóa        |
| Oman                                     | SGRF     | State General Reserve Fund                        | 8,2              | 1980   | Dầu mỏ & Gas        |
| Botswana                                 | PF       | Pula Fund                                         | 6,9              | 1996   | Diamonds & Minerals |
| Đông Timor                               | TLPF     | Timor-Leste Petroleum Fund                        | 6,3              | 2005   | Dầu mỏ & Khí đốt    |
| Ả Rập Saudi                              | PIF      | Public Investment Fund                            | 5,3              | 2008   | Dầu mỏ              |
| Trung Quốc                               | CADF     | China-Africa Development Fund                     | 5,0              | 2007   | Phi hàng hóa        |
| Mỹ Wyoming                               | PWMTF    | Permanent Wyoming Mineral Trust Fund              | 4,7              | 1974   | Khai khoáng         |
| Trinidad & Tobago                        | HSF      | Heritage and Stabilization Fund                   | 2,9              | 2000   | Dầu mỏ              |
| Các Tiểu vương quốc Arab Ra's al Khaymah | RIA      | RAK Investment Authority                          | 1,2              | 2005   | Dầu mỏ              |
| Venezuela                                | FEM      | FEM                                               | 0,8              | 1998   | Dầu mỏ              |
| Việt Nam                                 | SCIC     | Tổng công ty Đầu tư và Kinh doanh Vốn Nhà nước    | 0,5              | 2006   | Phi hàng hóa        |
| Nigeria                                  | ECA      | Excess Crude Account                              | 0,5              | 2004   | Dầu mỏ              |
| Kiribati                                 | RERF     | Revenue Equalization Reserve Fund                 | 0,4              | 1956   | Phosphat            |
| Indonesia                                | GIU      | Government Investment Unit                        | 0,3              | 2006   | Phi hàng hóa        |
| Mauritania                               | NFHR     | National Fund for Hydrocarbon Reserves            | 0,3              | 2006   | Dầu mỏ & Khí đốt    |
| Các Tiểu vương quốc Arab                 | EIA      | Emirates Investment Authority                     | X                | 2007   | Dầu mỏ              |
| Oman                                     | OIF      | Oman Investment Fund                              | X                | 2006   | Dầu mỏ              |
| Các Tiểu vương quốc Arab Abu Dhabi       | ADIC     | Abu Dhabi Investment Council                      | X                | 2007   | Dầu mỏ              |

* Bao gồm Quỹ ổn đinh Dầu mỏ của Nga.
** Con số ước tính cao nhất.